# Ассоциация кхмерско-китайской дружбы
Ассоциа́ция кхме́рско-кита́йской дру́жбы (фр. Association d'amitié khmero-chinoise, AAKC) — общественная организация в Камбодже (Кампучии). Образована в сентябре 1964 года группой камбоджийских левых интеллектуалов. Целью организации было укрепление двухсторонних связей между Камбоджей и коммунистическим Китаем (КНР). Выступала в поддержку режима Мао Цзэдуна и его политики «культурной революции». Запрещена камбоджийскими властями в 1967 году за сотрудничество с повстанческим движением Красных кхмеров.

## История
Ассоциация кхмерско-китайской дружбы была образована в сентябре 1964 года. Председателем Ассоциации стал Ленг Нгет, Пхун Чхай — генеральным секретарем, а Ху Ным — заместителем председателя. Другими видными членами Ассоциации были Ху Юн и Тив Оль. Ассоциация имело представительство — Ассоциацию китайско-кхмерской дружбы, располагавшееся в Пекине.
В те годы между Камбоджей и Китайской Народной Республикой поддерживались тесные двусторонние взаимоотношения. Глава Камбоджи — принц Нородом Сианук — неоднократно совершал официальные визиты в Пекин. На момент основания в организации были представлены различные политические течения, однако по мере усиления «культурной революции» в КНР ее риторика стала носить ярко выраженный маоистский уклон.
Идеи маоизма во многом разделяли и представители коммунистического движения Красных кхмеров, которые в 1967 году организовали крестьянское восстание в провинции Баттамбанг на северо-западе Камбоджи. Красные Кхмеры начали вооруженную борьбу против правительственных сил, пользуясь при этом поддержкой руководства КНР. Восстание в Баттамбанге стало поводом для начала нового витка репрессий против камбоджийских левых. 1 сентября 1967 года Сианук личным указом запретил деятельность организации в Камбодже.
Помимо этого были запрещены прочие национальные ассоциации, действовавшие на территории страны. Ряд ключевых членов организации, в том числе Пхун Чхай, были арестованы. В свою очередь отделение Ассоциации в КНР выступило против запрета своей деятельности в Камбодже.
Пхун Чхай был освобожден по амнистии вскоре после мартовского переворота 1970 года. Национальный комитет кхмерской-китайской дружбы был основан сразу после роспуска прежней организации. В годы гражданской войны Комитет продолжил существовать к качестве ядра пропекинской маоистской фракции внутри Коммунистической партии Кампучии. Эта фракция имела наибольшее влияние на юго-западе Камбоджи вплоть до победы сторонников Пол Пота в апреле 1975 года. В 1977 году по указу партийного центра ее представители были подвергнуты репрессиям и казнены.